# سکسیونر

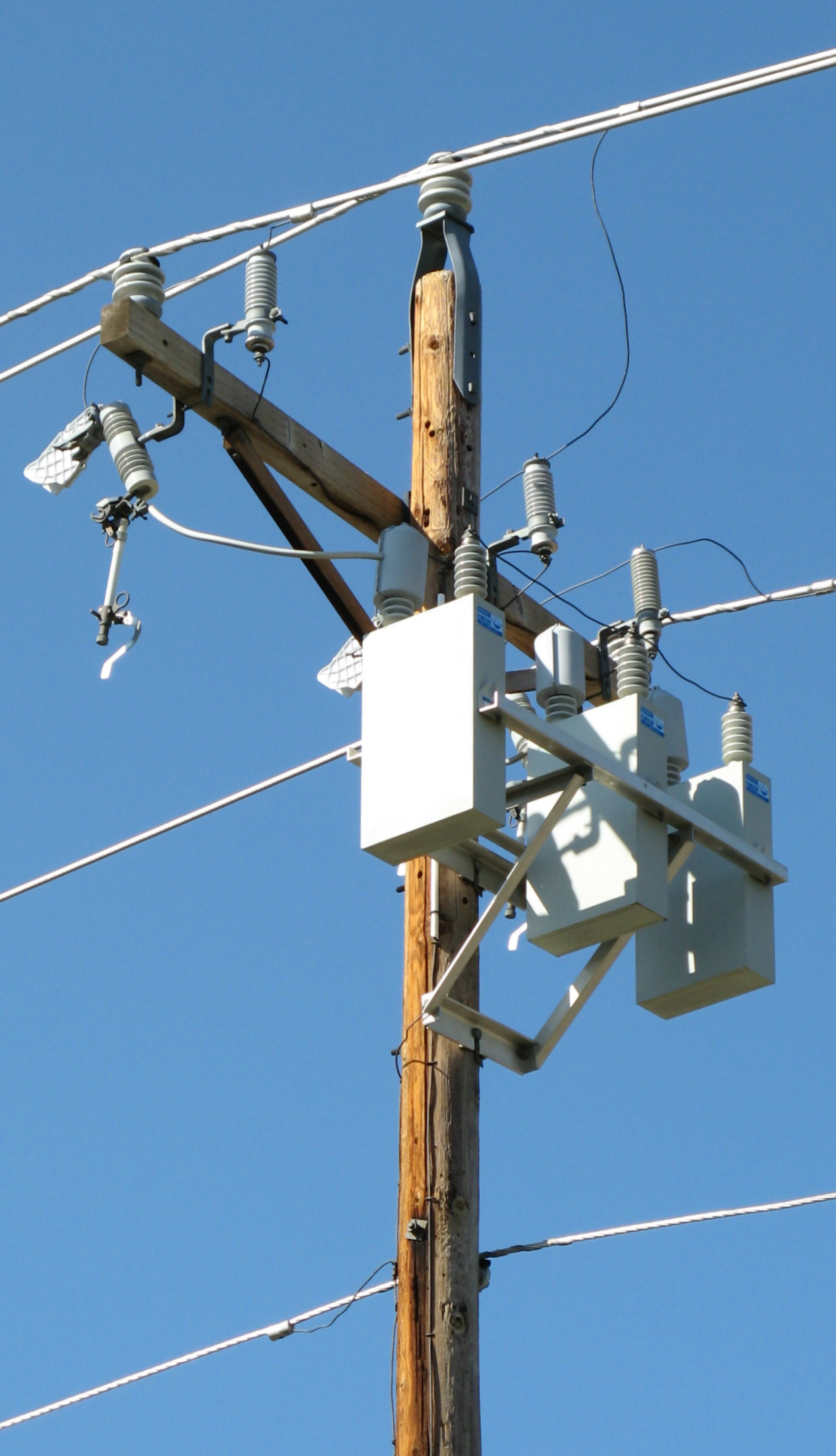
سواساز گازی مورد استفاده در خطوط فشار قوی برق شهری

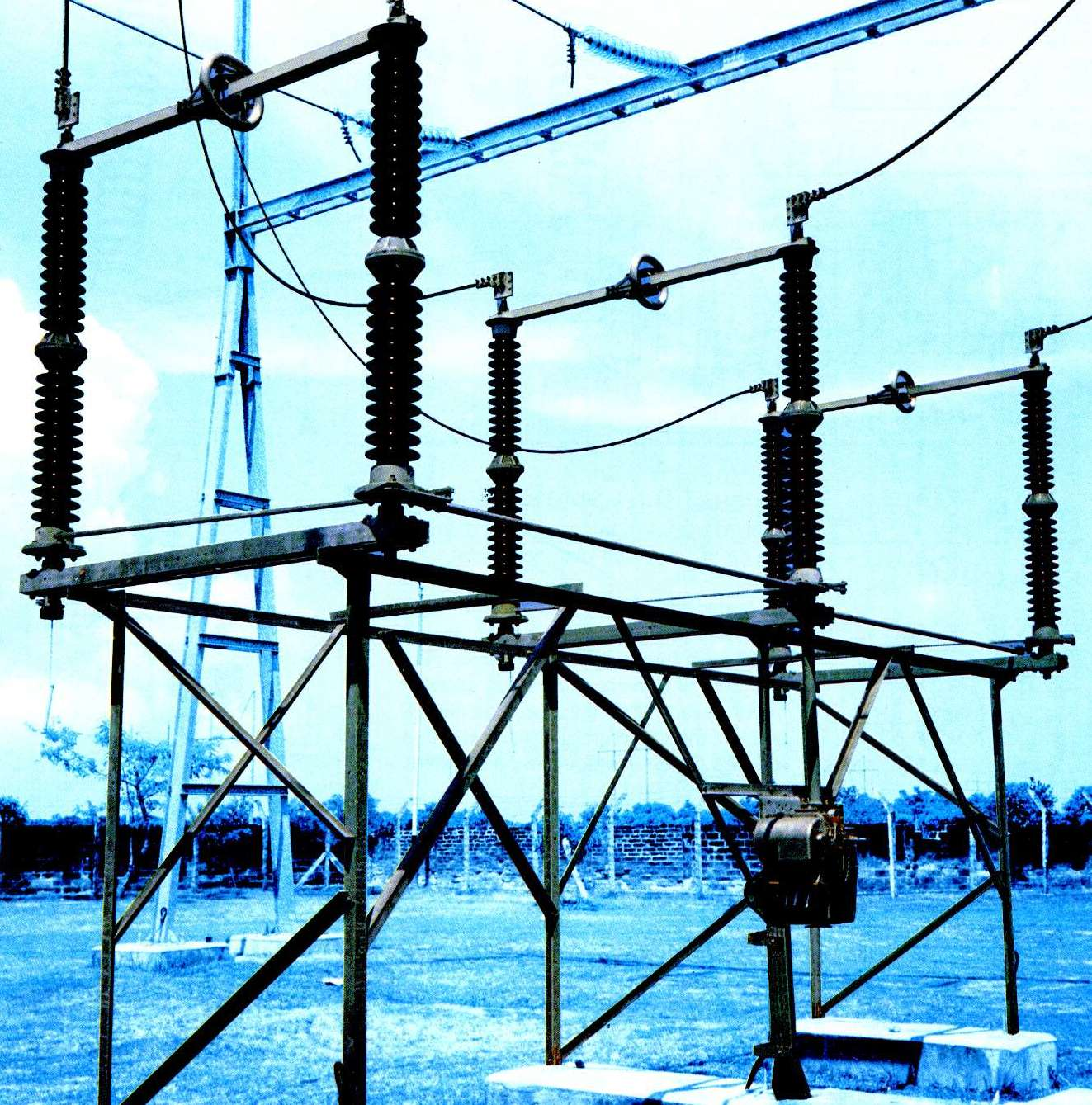
سواساز یا سکسیونر توان.

سَواساز (به انگلیسی: Disconnector) یا سِکسیونر (به فرانسوی: Sectionneur) یکی از تجهیزات بنیادی در هر ایستگاه‌های برق فشاربالا می‌باشد. کار سواساز در ایستگاه‌های برق فشار بالا، جداکردن بخش‌ها و سکشن‌های گوناگون از بخش‌های دارای ولتاژ است و همچنین انجام بستن و بازکردن بر روی خطوط را فراهم می‌سازد. نکته چشمگیر در بهره‌گیری از این وسیله، ناتوانی در فرماندهی در زیر بار است. این مسئله بدین معناست که به‌روی سواسازها درحالت با-باری (به انگلیسی: On Load) نمی‌توان مانوری انجام داد چرا که توانایی بازبست در زیر بار را ندارند و این کار موجب آسیب‌ها و زیان‌های جدی به خود سواساز و همچنین دیگر تجهیزات می‌شود. در برنامه‌ریزی و ساخت سواسازها هیچ پیش‌بینی برای جلوگیری و کاهش قوس‌های شدید الکتریکی برآمده از باز و بسته کردن مدارها به‌کار نرفته‌است.

## شناخت سواساز
سواساز ابزار قطع سامانه‌هایی است که تقریباً بی جریان هستند. به سخن دیگر، سواساز قطعات و ابزارهایی را که تنها ولتاژ دار هستند از شبکه جدا می‌سازد. تقریباً بدون بار بدان معنی است که می‌توان به یاری سواساز جریان‌های خازنی (به انگلیسی: capacitive currents) مقره‌ها، شینه‌ها و تأسیسات برقی و کابل‌های کوتاه و توانراه‌ها و همین گونه جریان ترانسفورماتور ولتاژ را نیز برش نموده یا حتی ترانسفورماتورهای کم توان را با سواساز جدا کرد. علت بدون جریان بودن سواساز به هنگام بستن و بازکردن، مجهز نبودن سواساز به وسیله جرقه خاموش کن است. از این رو، روی هم رفته می‌توان در یافت که عمل باز بستن سواساز باید بدون جرقه یا با جرقه ناچیزی انجام گیرد. بر پایه این شناختار، اگر از سواساز جریان بگذرد ولی در زمان برش ناهمسانی پتانسیلی بین دو کنتاکت آن نمایان نشود برش سواساز روا و به جا است. همچنین وصل سواسازی که بین دو پل آن تفاوت پتانسیلی پدیدار نباشد گرچه به هنگام وصل باعث گذر جریان گردد نیز روا خواهد بود. از آنچه که گفته شده چنین بر می‌آید که سواساز یک مدارشکن قدرت نیست بلکه یک آرنگ پیوند دهنده یا قطع‌کننده مکانیکی بین بنشت‌ها است. سواساز باید درحالت بسته یک پیوند گالوانیکی سخت و مطمئن برای رسانایی بهتر جریان در پل هر قطب استوار سازد و بازدارنده افت ولتاژ گردد. از این رو باید ایستادگی گذر جریان در مسیر سواساز کوچک باشد، تا گرمای که در اثر کار همواره در پل‌ها پدید می‌آید از حد فراتر نرود. همچنین باید سواساز طوری ساخته شود که در اثر سنگینی تیغه‌ها یا فشار باد و برف و غیره خود به خود و ناخواسته بسته نشود یا در زمان بسته بودن، نیروی دینامیکی و پویای شدیدی که در پی عبور جریان اتصال کوتاه پدید می‌آید مایه لرزش تیغه‌ها و چه بسا باز شدن آن نگردد. سواساز می‌تواند به تیغه‌های زمین مجهز باشد که تیغه‌های زمین برای فراهم ایمنی کار روی بخش‌های بی برق شده بکار می‌رود. هرچند سواساز به تیغه‌های زمین مجهز باشد، تیغه‌های زمین کمابیش باز است، مگر در زمانی‌که سواساز باز شود که در این حالت برای تهی‌سازی بارهای خازنی (ولتاژ به جا مانده) روی خط یا بخش‌هایی که پیش از این برق دار بوده تیغه‌های زمین بسته می‌شود.
اصولاً سواساز ابزارهای پیوند دهنده مکانیکی و گالوانیکی برای رسانایی بهتر جریان قطعات و سامانه‌های گوناگون می‌باشند و در درجه نخست برای حفاظت و پناه بهره برداران و کاربران مربوطه در برابر برق گرفتگی بکار برده می‌شوند. از این رو به گونه‌ای ساخته می‌شوند که درحالت قطع و وصل، جای برش شدگی یا پیوند به گونه روشن و آشکار قابل دیدن باشد؛ یعنی در هوای آزاد انجام گیرد و از آنجا که سواساز سبب بستن یا باز کردن چرخه الکتریکی نمی‌شود، برای بازکردن و بستن هر چرخه الکتریکی پرفشار نیاز به کلید توان می‌باشد که می‌تواند چرخه را با هر شرایطی بسته یا باز کند سواساز از ابزاری است برای پیوند کلید توان به شینه یا هر بخش دیگری از شبکه که دارای پتانسیل است؛ لذا طبق دستورهای متداول الکتریکی و برای ایمنی نیاز در هنگام بازسازی بایستی تا جلوی هر کلید قدرت از۱ کیلو وات به بالا ویا در هر دو سو اگر از دو سوی تغذیه گردد سواساز کار گذاشته شود. با این شرایط هنگام باز کردن چرخه، نخست کلید و سپس سواساز باز می‌شود و در زمان بستن ابتدا سواساز و سپس کلید بسته می‌شود و اگر سواساز به تیغه‌های زمین مجهز باشد، این تیغه‌های پس از باز شدن سواساز بسته شده تا بارهای خازنی انباشته شده را به زمین بفرستد؛ سواسازهای بکار رفته در دستگاه نیرو سه فاز بوده و دارای سه پل همانند می‌باشد. کارکرد هم‌زمان سه فاز از سوی درون بست مکانیکی بین سه پل شدنی است. از آنجا که اندازه شارژ سواساز جای مانده (ولتاژ) درروی بخش‌های جدا شده از شبکه در رده ولتاژهای فشار قوی نگریستنی است، بایستی پیش از کار رسیدگی و نگهداری با بستن تیغه‌های زمین سواسازها بیشتر بین سواساز و کلید توان درون بست (مکانیکی یا الکتریکی) بگونه‌ای استوار می‌شود که با بسته بودن کلید نتوان سواساز را باز و بسته نمود. در این راستا از یک بوبین که از ولتاژ خط توان رسانی می‌شود برای ایجاد درون بست الکتریکی برای کارکرد تیغه‌های زمین بهره‌گیری می‌نمایند. همچنین از درون بست مکانیکی یا الکتریکی برای بدست آوردن اطمینان از بازبودن سواساز در زمان عملکرد تیغه‌های زمین وارون بهره‌گیری می‌شوند.

## کاربردهای سواساز
سواساز این ویژگی و سود را دارد که کاربر را توانا می‌سازد هم‌زمان بیننده جدا شدن دستگاه از دیگر بخش‌ها باشد و مطمئن شود هیچ پیوند الکتریکی بین نقاط جدا شده در کار نیست یا بالعکس، با بستن سواساز بیننده بستن مدارهای نیرو خواهد بود. سواسازها دارای دو تیغه (یک نری و یک مادگی) برای هر فاز هستند و بسته به توان نیاز برای جریان دهی پیاپی، این تیغه‌ها را برای آمپرهای مشخصی برنامه‌ریزی و قالب‌گیری می‌کنند. جنس تیغه‌ها کمابیش آلیاژی از مس و آلومینیوم است که روی آن‌ها را نقره اندود می‌کنند تا از خوردگی جلوگیری شود و آرنگ بهتری را برقرار سازد.
بسته به کاربردها و گزینش، سواسازها در اندازه‌های گوناگون ولتاژی و جریانی ساخته و عرضه می‌شوند .جداگر بین تیغه‌ها و استراکچر سازوکار سواساز مقره‌های خازنی است که همراه با تیغه‌ها شایستگی جریان دارند. سازوکار جابجایی سواسازها نیروی موتوری یا دستی خواهد بود. کمابیش سازنده بنا بر پیشنهاد خریدار سازوکارهای ویژه را برای سواسازها در نظر می‌گیرد. موتوری بودن سازوکار فرمان، یا داشتن درون بستهای مختلف مکانیکی و الکتریکی. همچون همیشه برای جلوگیری از باز و بست خطاها بروی سواسازها اینترلاک‌هایی را با کلیدها در نظر می‌گیرند؛ یعنی اگر کلید درحالت وصل است، سواسازها شایستگی وصل شدن یا برش شدن را نخواهند داشت و بی‌گمان باید پس از فرمان به کلید به روی آن‌ها مانور شود. سواسازها مدل‌های گوناگونی دارند و به روش‌های گوناگونی کار می‌کنند اما همه آن‌ها تنها به یک منظور به کار گرفته می‌شوند. بسته به ولتاژ کاری سواسازهای گوناگون به‌کاررفته قرار می‌گیرند چرا که پهنه ایزولاسیون باید نگهداشت گردد.
حتی در زمانی که بریکر پس از سواساز باز است و فرمانی را به سواساز می‌فرستیم برای باز کردن چرخه آذرخش زدن شدید بین تیغه‌ها دیده می‌شود. (بیشتر در ولتاژهای فوق پخش و انتقال) از این رو در این نوع سواسازها برای جلوگیری از آسیب دیدن پل‌ها سازوکار کردار سواساز نیرومندتر و سریعتر گزینش می‌شود .(مثلاً زمان باز شدن سواسازها در ولتاژ ۸۰۰ کیلو ولت کمتر از ۱ ثانیه است) سازوکار انجام دهنده موتوری سواسازهای دارای یک سری کنتاکتور، کلیدهای کمکی، کلید بنیادی و موتور با توانایی چپگرد و راستگرد، پایانه‌ها و درون بستها و… است.
آزمونی که بروی سواسازها انجام داده می‌شود، آزمون اندازه‌گیری ایستادگی جداگری و ایستادگی اهمی تیغه‌ها و کلمپ‌های هم‌بند به سوزنی‌های سر سواساز است؛ که ایستادگی جداگری باید پاسخگوی سطح جداگری ولتاژ نامی باشد و ایستادگی اهمی تیغه‌ها و کلمپ‌ها نیز باید در حد میکرو اهم بوده باشد. زمان کارکرد موتور نیز باید در بازه نرمال باشد که کارخانه سازنده برای آن ولتاژ ارائه می‌کند. یک سری گریس پل برای جلوگیری از خوردگی در اثر آذرخش زدگی تیغه‌های سواساز و همچنین برای پیوند بهتر دو تیغه نری و مادگی بروی تیغه‌ها به‌گونه لایه‌ای نازک کشیده می‌شود. آرنگ بین بازوهای هر تیغه باید به گونه پیاپی پاکیزه و روانکاری شود تا در هنگام مانور گرفتاری پیدا نشود. در نمونه‌هایی از سواسازها بروی تیغه‌ها صفحات برف گیر و باران گیر جای می‌گیرد تا از رخنه مستقیم آب و شبنم بین تیغه‌ها جلوگیری شود یا بروی سوزن‌های سواساز که همان نقاطی است که کلمپ‌ها در آن نوک سفت می‌شوند زنجیرهای رینگ آذرخش پیش‌بینی می‌شود (بیشتر برای ولتاژهای بالا). بروی سواسازهای سرخط، افزون بر سواساز، سواساز زمین نیز کار گذاشته می‌شود که با باز شدن سواساز نخستین می‌توان با بستن سواساز زمین، خط خواسته شده را زمین کرد.

## دانستار خواسته شده برای طراحی سواساز
برای سفارش یک سواساز به مشخصات زیر نیاز است:

### ویژگی‌های شبکه
سواساز یا تیغه‌های زمین در هنگام بازو بست باید از پس انجام وظیفه خواسته شده برآمده و ویژگی‌های شبکه الکتریکی وابسته را به‌طور ایمن تحمل کند. این ویژگی‌های شبکه عبارتند از:
1. ولتاژ نامی (Rated Voltage)
2. ولتاژ بیشینه (Maximum Voltage)
3. بسامد
4. شمار فاز
5. ریزه کاری‌های شیوه زمین کردن نوترال سامانه
6. جریان نامی
7. جریان اتصال کوتاه[۱]

### ویژگی‌ها محیطی و آب و هوا
در گزینش سواساز یا تیغه‌های زمین شرایط آب و هوایی و مکانی از ارزش فراوانی برخوردار است؛ زیرا به همان اندازه که ارزیابی وضعیت محیطی واقعی و شایسته در بهره‌برداری ایمن، کاهش هزینه‌های رسیدار و بازسازی و استفاده بهینه از سرمایه‌گذاری نخستین تأثیر دارد، ارزیابی شرایط محیطی و آب و هوایی نامناسب همچون شرایط سنگین تر و با سبک‌تر از شرایط واقعی، بهره‌برداری را نااستوار و پر مخاطره نموده، هزینه و زمان بازسازی و رسیدار را افزایش داده وبهره‌گیری از سرمایه‌گذاری را به گونه شایسته و بهینه نیز ناشدنی می‌سازد؛ بنابراین دقت در ارزیابی و انتخاب این وضعیت بسیار ارزنده می‌باشد.
برجسته‌ترین پارامترهای پیرامونی که در برنامه‌ریزی سواساز وتیغه‌های زمین سودمندند عبارتند از:
1. بلندی محل سواساز از پهنه دریا
2. بیشینه دمای هوای پیرامون
3. دستکم دمای هوای پیرامون
4. سرعت باد
5. اندازه نم نسبی
6. شتاب زمین لرزه
7. کلفتی یخ
8. اندازه آلودگی
9. هر نوع شرایط ویژه و نابهنجار همچو بخارآب غیرعادی، نم، گرد وخاک غیر معمول، نمک، دوده گازهای آتش‌گیر و قابل ترکیدن و خوردگی‌های غیرعادی درنمونه‌هایی که در مناطق کرانی آلوده به نمک، محل سوار کردن سواساز وتیغه‌های زمین در فضای سرپوشیده می‌باشد، براساس سفارش استوان IEC شماره ۱۲۹ بایستی از سواساز وتیغه‌های زمین نوع فضای باز بهره‌گیری شود.[۲]

## انواع سواسازها
سواسازها گونه‌های مختلفی دارند که به برخی از آن‌ها که پرکاربردتر است، نگاه کوتاهی شده‌است.

### سواساز دورانی عمودی
برای ولتاژهای فشار قوی ساخته می‌شود و به جای یک تیغه و یک پل ایستا دارای دو تیغه جنبان و چرخان می‌باشد که با برخورد آن‌ها بهم پیوند الکتریکی استوار می‌شود.
در این کلید جنبش تیغه‌ها در راستای پهنه افق یا عمود بر پهنه محور پایه‌ها انجام می‌گیرد و دارای این برتری است که با کوچک بودن درازای بازوی تیغه فاصله هوایی نیاز بین دو تیغه پدید می‌آید و چون تیغه‌ها با جریان پایه‌ها باز و بسته می‌شوند، کنند خارجی مانند فشار باد و برف و غیره نمی‌تواند مایه وصل نا به هنگام آن گردد، یا بعلت یخ زدگی کنتاکت‌ها در زمستان نیاز به نیروی افزوده بر روی بازکردن آن‌ها نیست.
کمابیش فرمان این کلیدها با هوای فشرده بوده و با اضطراری دستی نیز کار می‌نماید. در هنگام کارکرد (باز و بسته شدن) پایه‌ها گرد محور خود و در دو راستای وارون یکدیگر به اندازه ۹۰ درجه می‌چرخند و مایه برش یا وصل پل‌ها می‌شوند.

### سواساز پروانه‌ای یا پانتوگراف
این کلید برای ولتاژهای بالا و خیلی بالا مناسب است؛ زیرا پل ایستای آن را شین یا سیم هوایی می‌سازد. نیاز به دو پایهٔ جداگر جدا از یکدیگر که در فشار بالا مایه بزرگی اندازه و سنگینی وزن آن می‌شوند، ندارند و تنها دارای یک پایه جداگری است که تیغه قیچی مانند پیوند دهنده روی آن کار گذاشته می‌شود و با جابجایی قیچی مانندی با شین یا سیم هوایی پیوند پیدا می‌کند. کاربرد آن در شبکه‌ای است که دارای دو باس به ازای هر فاز در
لایه‌ها و ارتفاع گوناگون دربارهٔ زمین و بالای هم بوده و سواساز پیوند عمودی بین این دو شین را فراهم می‌سازد.
سواساز پروانه یا پانتوگراف بدین گونه عمل می‌کند که سازوکار فرمان مایه جنبش تیغه‌های جنبان که به گونه قیچی در کنار هم هستند به سوی تیغه ایستا رفته و آن را به صورت کاملاً چفت شده در بر می‌گیرد.
در گزینش سواساز باید این نکته مد نظر باشد که جریان همیشگی ای که از آن خواهد گذشت هماهنگ با دیگر کالاها باشد؛ مثلاً اگر کلیدی با جریان نامی ۲۰۰۰ آمپر برگزیده شده‌است، سواساز نیز باید از نوع ۲۰۰۰ آمپری باشد. هر چند که در چندوچون همواره اندازه جریان می‌تواند خیلی کمتر باشد.
پس از هر مانور بروی سواساز باید از نزدیک تیغه‌های آن در هر سه فاز را بازرسی نمود تا از بسته یا بازبودن آن‌ها مطمئن شد. اگر اتصال تیغه‌های نری و مادگی کج باشد نشان دهنده نبود ارتباط خوب بین تیغه هاست و باید بازنگری گردد. آراستار و تنظیم نخستین این تیغه‌ها بسیار دارای ارزش است چرا که به دلیل نبود آراستار شایسته، رفته رفته باعث دفرم شدن و خرابی لوله‌های پیوندی، بولبرینگ‌ها و اهرم‌ها می‌شود.
این نوع سواساز دارای چند تکه بازوی لولایی و دو پایانه ناهمسان و غیر هم سطح در بالا و پایین بوده و کنتاکت‌های ویژه گیره‌ای دارد که به همراه پایانه بالایی می‌باشد. پایانه پایین دارای دو جا برای پل هادی ازدو سو می‌باشد. در سواساز پانتوگراف کمترین فاصله افقی و عمودی مورد نیاز می‌باشد و سواساز فاصله ایمنی خاصی را در این پیوند (فاصله افقی و عمودی) نیاز ندارد و بیشتر برای زیرشاخه‌گیری از باس بارهای هوایی و در شکل‌های ویژه شینه بندی بکار می‌رود. گزینش هر یک از انواع سواسازهای بستگی به گونه شینه بندی و جانمایی پست داشته و از یک سیستم به سیستم دیگر با نگرش به کاربردها و بستارها تفاوت دارد. دربارهٔ پست‌های ۲۳۰و ۴۰۰ کیلو ولت بهره‌گیری از سواساز افقی با برش از دو قطع ازدو نوک به دلیل افزایش فاصله فاز- فاز و تمرکز نیروی دورانی روی یک محور به جای دو چرخگاه دربارهٔ نوع سواساز افقی با برش از یک نوک سفارش نمی‌شود.

### سواساز تیغه‌ای یا اره‌ای
برای بازبست ولتاژ و پناه مطمئن در زمان عملکرد بهره‌گیری می‌شود و بیشتر برای فشار متوسط کاربرد دارد. بر پایه اندازه جریان که از آن گذر می‌کند تیغه‌های آن می‌تواند از ساده به دوبل و از نوع تسمه‌ای به پروفیلی و میله‌ای و لوله‌ای دگرگونی یابد. نوع اهرمی آن در فشار بالا و فوق فشارقوی کاربرد دارد. این سواسازها به دلیل بودن شرایط آب و هوایی و وجود تنش‌های گوناگون بایستی بگونه‌ای کارگذاشته شود که در پی نیروی برف یا باد به آسانی وصل نگردد.

### سواساز کشویی
این سواساز بیشتر در جایی بهره‌گیری می‌شود که ژرفای تابلو کم باشد. این سواسازها بیشتر به گونه میله‌ای در راستا عمودی بسته و باز می‌شود و بیشتر در فشار میانگین کار برد دارد.
کار بستن و بازکردن سواساز وتیغه‌های زمین نیازمند صرف زور مکانیکی می‌باشد اما با نگرش به اینکه عمل بازبست سواساز وتیغه‌های زمین در شرایط بی باری و تنها در زیر ولتاژ انجام می‌گیرد ونیازی به برش جریان ندارد از این رو به وارون کلیدهای توان، سرعت بستن و بازکردن چندان یاد شده نبوده و بنابراین بسته به شرایط بهره‌برداری می‌تواند به سه روش زیر انجام گیرد:
1. سواساز با سازوکار کارکرد موتوری
2. سواساز با سازوکار کارکرد دستی
3. سواساز با سازوکار کارکرد موتوری - دستی

هریک از همه گونه سازوکارهای رفتار بالا از سوی کلیه سازندگان ساخته می‌شود، نوع سازوکار بسته به اینکه کردار وکنترل پست یا فرمانگاه مرکزی انجام گیرد و در پاره‌ای نمونه‌ها از برای بزرگ بودن اندازه سواساز و نیاز به نیروی بسیار برای به کار افتادن آن به ریخت دستی یا چرخاکی گزینش می‌شود. در سواسازهای رده ۴۰۰و۲۳۰ کیلو ولت به دلیل دوری راه در پست‌های وابسته، بزرگ بودن سواساز و نیازمندی کنترل سواساز از فرمانسرا (Control Room)و فرمانگاه مرکزی (Dispatching Center) همواره کارکرد سواساز به گونه موتوری (با توانایی دستی در موارد اضطراری) می‌باشد. دربارهٔ تیغه‌های زمین به علت نیاز نداشتن به کنترل از راه دور (فرمانسرا و مرکز دیسپاچینگ) وبهره‌گیری از آن تنها برای بازسازی و به دلایل اقتصادی بیشتر کارکرد آن به گونه دستی انجام می‌شود. مگر در پاره‌ای نمونه‌ها که به دلیل اهمیت فیدر وابسته یا شرایط اقلمی بهره‌گیری از سازوکار موتوری ناگزیر بوده ویا اینکه از نظر اقتصادی توجیه پذیر باشد که در این نمونه‌ها سازوکار چرخاکی برای تیغه‌های زمین گزینش می‌گردد.

## سنجه‌ها و معیارهای برنامه‌ریزی و گزینش سکسیو نرها وتیغه‌های زمین
ولتاز نامی: ولتاژ نامی سواسازها و تیغه‌های زمین، به گونه‌ای گزینش می‌شود که اندازه آن دستکم برابر بیشینه ولتاژ دستگاه در نقطه‌ای که سکسیو نر و تیغه‌های زمین نصب می‌شود باشد. برابر با استوان IEC شماره ۶۹۴ شماره‌ها ولتاژ نامی استوان بر پایه کیلو ولت برای سواساز و تیغه‌های زمین عبارتند از:
- ۳٫۶ کیلوولت
- ۷٫۲ کیلوولت
- ۱۲ کیلوولت
- ۱۷٫۵ کیلوولت
- ۲۴ کیلوولت
- ۳۶ کیلوولت
- ۵۲ کیلوولت
- ۷۲٫۵ کیلوولت
- ۱۰۰ کیلوولت
- ۱۳۲ کیلوولت
- ۱۴۵ کیلوولت
- ۱۷۰ کیلوولت
- ۲۴۵ کیلوولت
- ۳۰۰ کیلوولت
- ۳۶۲ کیلوولت
- ۴۲۰ کیلوولت
- ۷۶۵ کیلوولت

که ولتاژ نامی سکسیو نرها و تیغه‌های زمین با توجه به مقدار بیشینه ولتاژ برای پست خواسته شده در مورد سامانه ۲۳۰ و ۶۳ کیلو ولت ولتاژ نامی را به ترتیب برابر ۲۴۵ و ۷۲٫۵ کیلو ولت گزینش می‌کنند.
سطوح جداگری نامی: سطوح جداگری سواساز و تیغه‌های زمین بر پایه دست‌آوردها بدست آمده از پژوهش‌های هماهنگی عایقی وبا نگرش به شماره‌های استوان شماره ۶۹۴ داده شده گزینش می‌گردد. همچنین سواساز با ولتاژ نامی ۳۰۰ کیلو ولت و بالاتر با نگرش به ولتاژ ایستادگی جداگری موج کلید زنی بین کنتاکت‌ها با دو کلاس A و B بخش‌بندی شده‌اند که گزینش کلاس B در این باره پیشنهاد می‌شود.
نیاز به یادآوری است که شماره‌های داده شده در جداول بالا برای شرایط پیرامونی استوان بوده و مقادیر ولتاژها بایستی با نگرش به شرایط محیطی راستین ویرایش شود.
بسامد نامی: مقادیر استاندارد بسامد برای کالاهای بستن و بازکردن برابر ۵۰ و ۶۰ هرتز است.
جریان نامی (تنها برای سواساز و نه تیغه‌های زمین): جریان نامی یک تجهیز قابل بازبست عبارت است از قدرا سودمند جریانی که ابزار وابسته در چندوچون روشن استفاده توانا به گذر دادن آن به‌طور پیوسته باشد. اندازه جریان نامی سواساز با نگرش به دست آوردها پخش بار و جریان اتصال کوتاه برای جای سوار کردن سواساز و با در نظر گرفتن روند افزایش بار بر پایه برنامه‌ریزی‌های گسترش سامانه و همچنین نوع شینه بندی از شماره‌ها جدول استاندارد IEC شماره ۱۲۹ ارزیابی می‌شود.
جریان نامی اتصال کوتاه گذرا: این جریان عبارت است از اندازه کارآمد جریانی که یک دستگاه مکانیکی قابل بستن و بازکردن در چگونگی بسته در خلال یک زمان کوتاه و زیر شرایط آشکار می‌تواند از خود گذر دهد. اندازه این جریان با نگرش به شمردار اتصال کوتاه و بر پایه مقادیر استوان IEC شماره ۱۲۹ می‌شود.
 جریان پیک قابل تحمل: این جریان عبارت است از بزرگ‌ترین اوج وابسته به جریان نامی اتصال کوتاه که سواساز می‌تواند در وضعیت بسته و زیر شرایط مشخص از خود گذر دهد. مقدار استاندارد این جریان ۲۰۵ برابر اندازه مؤثر جریان نامی اتصال کوتاه است. همچنین در صورتی که سواساز مجهز به تیغه‌های زمین باشد اندازه جریان نامی پیک تیغه‌های زمین نیز بایستی دستکم برابر جریان نامی پیک سواساز مربوط باشد.
جریان نامی وصل اتصال کوتاه (تنها برای تیغه‌های زمین): اندازه این جریان برای تیغه‌های زمین سواساز برابر جریان نامی پیک قابل تحمل آن خواهد بود. همچنین تیغه‌های زمین یک سواساز بایستی توانا به وصل هر جریانی تا اندازه جریان نامی وصل اتصال کوتاه در هر ولتاژی تا ولتاژ نامی اش باشد.
زمان جریان پیوند: این جریان عبارت است از زمان زمانی که یک دستگاه مکانیکی قابل بازبست درحالت بسته بتواند جریانی برابر جریان نامی اتصال کوتاه از خود گذر دهد اندازه این جریان بر پایه استوان، یک ثانیه بوده ولی در نمونه‌های که زمان بیشتری خواسته شده باشد ۳ ثانیه سفارش شده‌است. برای زمان‌های جریان اتصال کوتاه بیشتر از اندازه نامی اگر ازسوی سازنده سواساز یاتیغه‌های زمین فرمول دیگری داده نشده باشد پیوند I^2 t برابر ایستا از دید گرفته شود.